# 孫嘉淦
孫嘉淦（1683年—1753年），字錫公，號懿齋，又號靜軒，山西興縣人，清朝官員，康熙五十二年成進士，同進士出身，歷任侍郎、尚書、督撫，直至協辦大學士。乾隆十八年（1753年）十二月，卒，年七十有一，諡文定。

## 生平
康熙五十二年（1713年）登癸巳恩科進士，歷經學政、鹽務、河工、巡撫等要職，官至工、刑部尚書，協辦大學士。
雍正帝初即位，命諸臣皆得上封事。孫嘉淦上疏陳三事：請「親骨肉，停捐納，罷西兵。」 上召諸大臣示之，且曰：「翰林院乃容此狂生耶？」大學士朱軾侍，徐對曰：「嘉淦誠狂，然臣服其膽。」上良久笑曰：「朕亦且服其膽。」擢國子監司業。曾諭九卿讚曰：「朕即位以來，孫嘉淦每事直言極諫，朕不唯不怒，且嘉悅焉，爾等且以為法。」
乾隆十六年（1751年）六月，民間流传一份伪托孙嘉淦名义的奏稿。全稿长达万言，指斥乾隆帝失德，有金川用兵、冤杀张广泗、南巡劳民伤财、皇后早逝中宫常空等“五不可解、十大过”。流傳到雲貴總督碩色時，乾隆十六年七月初二碩色向乾隆帝密報，乾隆下令追查，至十一月，僅四川一省就逮捕了嫌疑犯280多人。
乾隆十八年（1753年）二月，偽孫嘉淦奏稿案疑似創作者的江西撫州衛千總盧鲁生被凌迟处死，傳抄官員南昌衛守備刘时达等人斬監候，親屬照律緣坐。辦案不力官員如江西巡撫鄂昌、按察使、知府等俱被革職拿問，甚至連盧劉二人頂頭上司方面大員兩江總督尹繼善、山東總督準泰被免職、發香山監工。

## 事蹟
雍正元年（1723年），時任翰林院檢討的孫嘉淦向雍正上了一個條陳，只寫了九個字：「親骨肉，停捐納，罷西兵。」 ，請求雍正帝「益弘寬容之量，永息兵爭之端，使內泯疑懼而外患挽輸」。條陳中說道：「皇上銳意勵精，悉心揆務，事事皆煩聖慮，亦恐過聖躬，伏願心默運於萬機，而外則靜以鎮之，智先覺乎眾情，而外則寬以容之。鎮之以靜，綜其大體而庶務自理；容之以寬，泯其疑懼而上下相安。」「西陲用兵徒恃吾力之有餘，而不察夫勢之未可……夫兵聞拙速，未睹巧久，欲取勝當思制敵之遭，欲持久當思足餉之方，未有萬里轉粟，十年屯兵，不見敵而徒費者也。據臣愚見，莫若大兵盡撤而嚴備內地，且易前轍而觀彼向背……西師既罷，國用自充，利源可清，而捐納可停也。」雍正閱後大怒，將「寬以容之，振之以靜」、「容之以寬，泯其疑懼」、「益弘寬容之量」、「內泯疑懼」等字句以硃筆加上圈點，寫上「粗率、不好」等批示，並召集朝廷大臣傳閱，厲聲責問：「翰林院乃容此狂生耶？」左都御史朱軾回答說：「嘉淦誠狂，然臣服其膽。」雍正聽了這番話後大笑說：「朕亦且服其膽。」於是對此不予追究，更命孫嘉淦任順天鄉試分校，議敘拔擢升為國子監司業   。

## 家族
子孫孝愉，字德和，號壺園，官至直隸按察使

## 影視形象
- 雍正王朝裡的孫嘉誠為虛構人物，但參考孫嘉淦為原形，由演員賈兆冀扮演。
- 天下粮仓，由演員宁晓志扮演孫嘉淦。

## 延伸阅读
[在维基数据编辑]
 《清史稿·卷303》，出自趙爾巽《清史稿》